# Balasana
Balasana (Sanskrit बालासन IAST Bālāsana, deutsch ‚Kinderhaltung‘) ist eine Übung des Yoga. Der Sanskritname bildet sich aus den Wörtern bala  (Sanskrit बाल IAST Bālā, deutsch ‚Kind‘) und Asana (Sanskrit आसन IAST āsana, deutsch ‚Sitz’ oder ‚Körperhaltung‘).

## Körperliche Ausführung

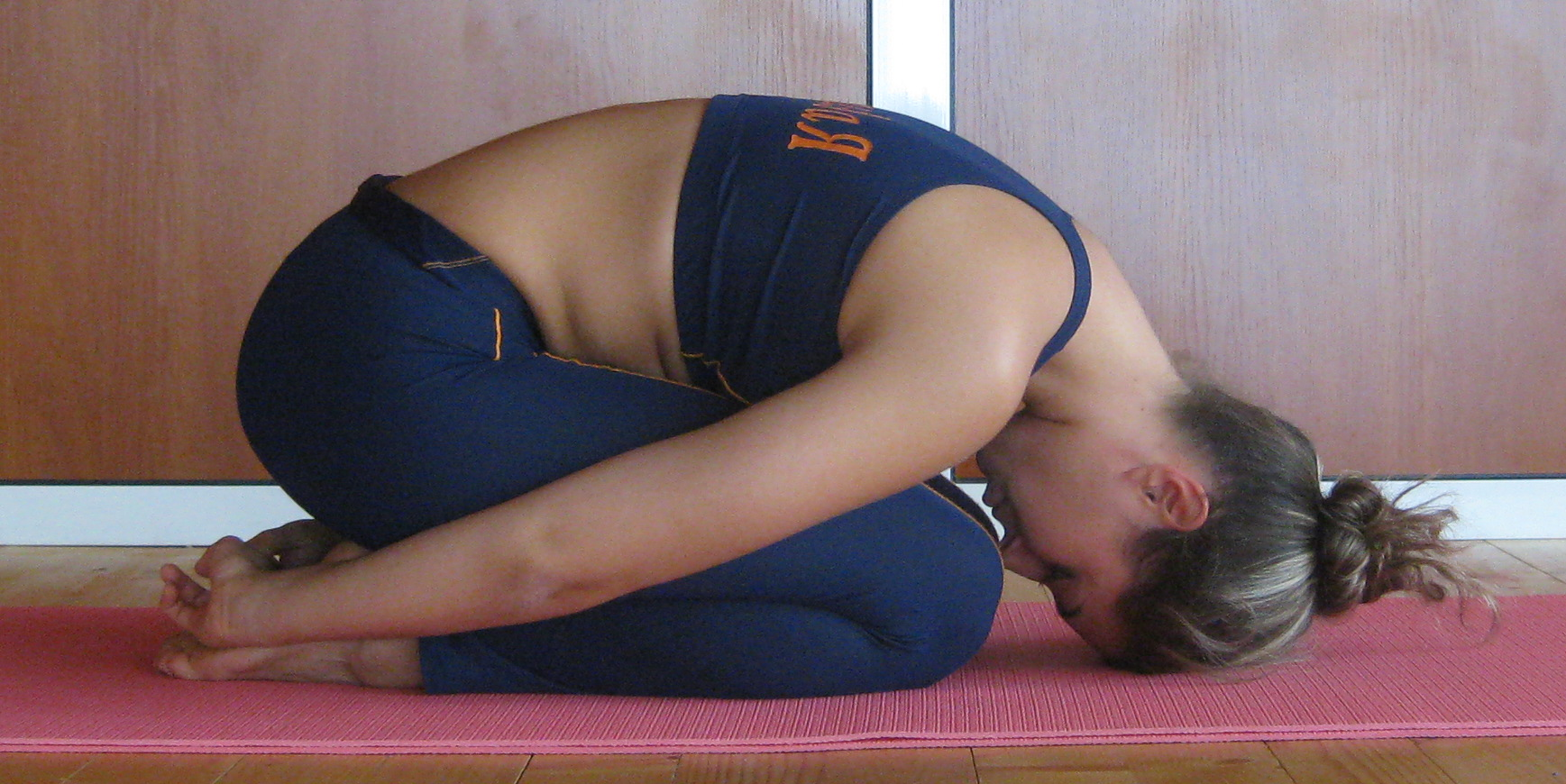
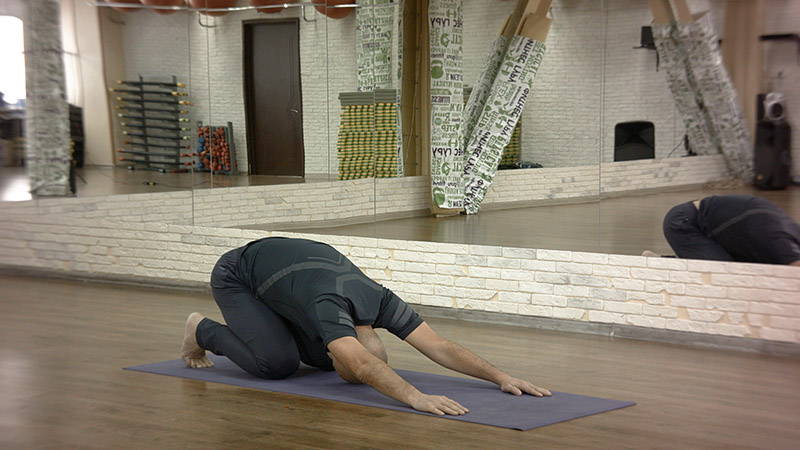

Die ausführende Person sitzt auf die Knien, zunächst mit dem Körper aufrecht. Dann beugt sie sich Wirbel zu Wirbel nach vorne, bis die Stirn auf den Boden kommt. Die Arme liegen nach hinten parallel zum Körper mit den Handflächen nach oben. Es gibt verschiedene Varianten, eine davon ist mit den Armen nach vorne ausgestreckt.